# Idiostrangalia rarasanensis
Idiostrangalia rarasanensis là một loài bọ cánh cứng trong họ Cerambycidae.